# Schloss Dietenheim

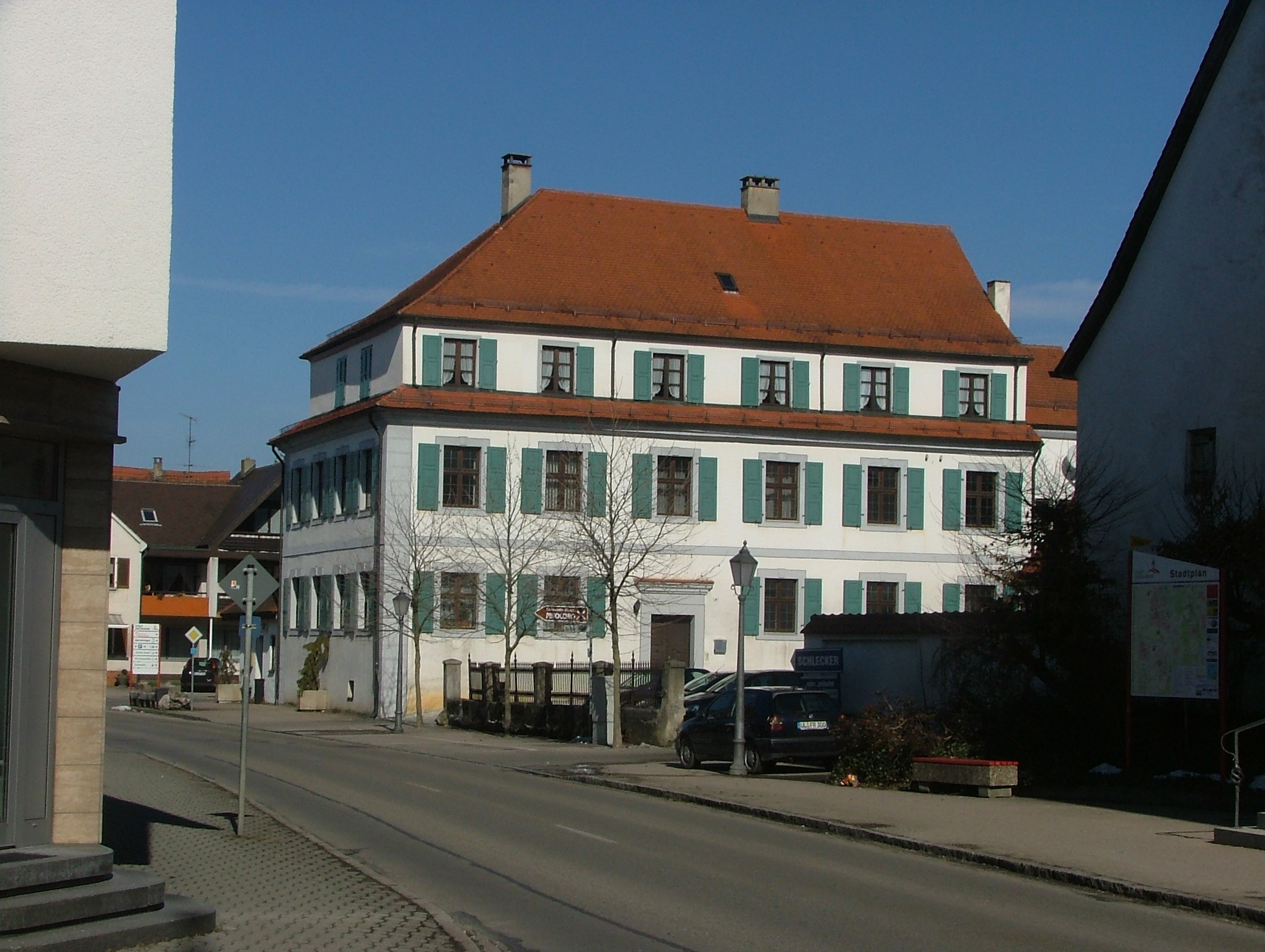
Fuggerhaus in Dietenheim

Schloss Dietenheim ist ein teilweise erhaltenes Fuggerhaus (Fuggerschloss) in der Stadt Dietenheim am südöstlichen Rand des Alb-Donau-Kreises in Baden-Württemberg.

## Geschichte
1446 kaufte der Ulmer Patrizier Heinrich Krafft (Bruder Ludwigs Kraffts) die Herrschaft Dietenheim, die aber schon 1481 an Hans von Rechberg und 1539 an Anton Graf Fugger fiel. Während des Dreißigjährigen Kriegs wurde die Stadt im Jahr 1633 niedergebrannt. Das Schloss Dietenheim wurde 1748 für die Grafen Fugger als dreiflügeliger Bau neu errichtet. In der Herrschaft der Fugger blieb die Stadt bis zur Mediatisierung 1806. 1808 erfolgte der Abbruch zweier Flügel des Schlosses. Mit Graf Maria Joseph Fugger von Dietenheim starb die Linie der Grafen Fugger von Dietenheim im Jahr 1820 aus.
Im 19. Jahrhundert erfolgte die Nutzung als Gasthof und Poststation.